# The Silent Revelation
The Silent Revelation è un singolo del gruppo musicale norvegese Leprous, pubblicato il 30 luglio 2021 come terzo estratto dal settimo album in studio Aphelion.

## Descrizione
Il brano trae origine dalle sessioni di composizione del precedente album Pitfalls, dal quale è stato tuttavia scartato in quanto non soddisfaceva le aspettative del gruppo; mantenute le sole parti di batteria e le strofe della versione originaria, i Leprous ne hanno stravolto la struttura ottenendo una nuova versione del brano. A tal proposito, il frontman Einar Solberg ha evidenziato come tale processo abbia rappresentato una novità all'interno del metodo di composizione dei Leprous:

## Video musicale
Il video, diretto da Tobias Hole Aasgaarden, è stato pubblicato in concomitanza con il lancio del singolo attraverso il canale YouTube della Inside Out Music e mostra il gruppo eseguire il brano su un palco.

## Tracce
Testi e musiche di Einar Solberg.
1. The Silent Revelation – 5:45

## Formazione
Gruppo
- Einar Solberg – voce, tastiera
- Tor Oddmund Suhrke – chitarra
- Robin Ognedal – chitarra
- Simen Børven – basso
- Baard Kolstad – batteria

Altri musicisti
- Raphael Weinroth-Browne – violoncello
- Chris Baum – violino

Produzione
- Einar Solberg – produzione
- David Castillo – produzione, registrazione
- Leprous – produzione
- Adam Noble – missaggio
- Robin Schmidt – mastering